# Ophiuchus
Ophiuchus, Ofiúco ou Serpentário, é uma constelação do zodíaco. O genitivo, usado para formar nomes de estrelas, é Ophiuchi. 
Representado como o deus da medicina, Asclépio, segurando uma Serpente, que fica dividida em duas partes no céu, Serpentis Caput e Serpentis Cauda, que mesmo assim são consideradas uma única constelação.
RS Ophiuchi, uma estrela muito fraca, é parte de uma classe incomum conhecida como "novas recorrentes", cujo brilho aumenta em intervalos irregulares, centenas de vezes em poucos dias; a Estrela de Barnard, a quinta estrela mais próxima do Sol, também está nesta constelação. Outro sistema estelar que faz parte da constelação é o 36 Ophiuchi. 
As constelações vizinhas, segundo as delineações atuais, são o Hércules, a Serpente, a Balança, o Escorpião, o Sagitário, e a Águia. 

## Como constelação zodiacal
As constelações definidas nos céus têm como base as 48 constelações descritas no Almagesto de Ptolomeu. As suas fronteiras precisas, entretanto, só foram definidas em 1930, no primeiro congresso internacional da União Astronômica Internacional, órgão máximo da astronomia mundial. 
Segundo estas fronteiras, a eclíptica cruza o Serpentário após o Escorpião e antes do Sagitário; portanto, na astronomia contemporânea, o Serpentário é contado como uma constelação zodiacal.

## Objetos notáveis no céu
Destacam-se cinco aglomerados, dois ao norte (M10 e M12), dois ao sul (M9 e M107) e um a oeste (M14).

## Meteoros
Próximo à estrela Eta Ophiuchi localiza-se o radiante de uma chuva de meteoros denominada éta-serpentarídeos ou éta-ofiuquídeos, que pode ser observada todos os anos por volta do dia 18 de maio.